# Orkestar West-Eastern Divan
Orkestar West-Eastern Divan (engl. West-Eastern Divan Orchestra; njem. Orchester des West-östlichen Divans) je simfonijski orkestar koji su 1999. u Weimaru utemeljili argentinsko-izraelski dirigent Daniel Barenboim, palestinsko-američki jezikoslovac Edward Said te njemački pravnik i djelatnik u kulturi Bernd Kauffmann, tadašnji glavni menadžer Weimara kao Europskoga glavnoga grada kulture.

## O orkestru
Ime orkestra – West-Eastern Divan – preuzeti je naslov istoimene zbirke pjesama Johanna Wolfganga von Goethea, koji je pak bio nadahnut najpoznatijom zbirkom perzijske lirike: remek-djelom Divan farskoga pjesnika Hafiza. Orkestar je 1999. i 2000. godine djelovao u Weimaru, 2001. u Chicagu, a od 2002. mladi se glazbenici redovito okupljaju u Sevilli.
Daniel Barenboim i Edward Said imali su zajedničku viziju o mirnom suživotu bliskoistočnih naroda. Članovi orkestra su mladi glazbenici (starosti od 14 do 25 godina) iz Egipta, Sirije, Irana, Libanona, Jordana, Tunisa, Izraela, Palestine i Španjolske. Okupljaju se svakog ljeta i tada uvježbavaju koncertne programe, koje potom javno izvode. Cilj Daniela Barenboima je da orkestar nastupa u svim zemljama iz kojih dolaze članice i članovi orkestra. Tim svojim djelovanjem Barenboim se naročito zalaže za promicanje razumijevanja između Izraelaca i Palestinaca, zagovarajući mirno i pravedno rješenje bliskoistočnoga sukoba.
Godine 2005. orkestar West-Eastern Divan je prvi put nastupio u Ramali: taj koncert su uživo prenosile mnoge svjetske televizijske kuće, budući da nastupi tog orkestra u Izraelu i Egiptu do tada nisu bili mogući. Godinu dana kasnije Paul Smaczny je o orkestru snimio i film Knowledge is the Beginning (Znanje je početak; njem. naslov: Wir können nur den Hass verringern [Možemo tek umanjiti mržnju]), koji je iste godine osvojio nekoliko uglednih međunarodnih filmskih nagrada, među kojima i nagradu Emmy u kategoriji najboljeg dokumentarnog filma o umjetnosti.
U sklopu svoje južnokorejske turneje orkestar West-Eastern Divan je 15. kolovoza 2011. na samoj granici sa susjednom komunističkom Sjevernom Korejom održao koncert za mir: Barenboim i njegovi mladi glazbenici tom su prigodom izveli Beethovenovu Devetu simfoniju.

## Nagrade i priznanja
- 2007. Praemium Imperiale Grant for Young Artists
- 2010. Vestfalska nagrada za mir (Westfälischer Friedenspreis)

## Vanjske poveznice

### Sestrinski projekti
|  | Zajednički poslužitelj ima još gradiva o temi Orkestar West-Eastern Divan |

### Mrežna sjedišta
- West-Eastern Divan Orchestra (službene stranice) (engl.) (njem.)
- West-Eastern Divan Orchestra: Recordings (diskografija)  Arhivirana inačica izvorne stranice od 29. listopada 2012. (Wayback Machine) (engl.) (njem.)
- Zaklada Barenboim-Said (službene stranice)  Arhivirana inačica izvorne stranice od 10. studenoga 2012. (Wayback Machine) (šp.) (engl.)
- Brown University: The West-Eastern Divan Orchestra Story (engl.)
- Youtube: Felicity Barr razgovara s Danielom Barenboimom u povodu 10. obljetnice Orkestra (engl.)